# Șag
Șag (en hongrois : Temesság, en allemand : Schag) est une commune du județ de Timiș en Roumanie.